# Seznam léčivých rostlin, H
Toto je seznam léčivých rostlin, jejichž český název začíná písmenem H.

CELÝ SEZNAM A-B-C-Č-D+Ď-E+F+G-H-Ch+I+J-K-L-M-N+O-P-R+Ř-S+Š-T+U-V+W+Y-Z+Ž

## H
| Český název (další českojazyčné a lidové názvy)                                                                                  | Vědecký název                                          | Užívaná část                                        | Lékopisný název                                                       | Charakteristika účinků a použití                          | Botanické vyobrazení nebo fotka |
| --- | ------------------------------------------------------ | --------------------------------------------------- | --------------------------------------------------------------------- | --------------------------------------------------------- | ------------------------------- |
| Habr obecný (hrab, hrabina) | Carpinus betulus (L.)                                  |                                                     |                                                                       |                                                           |                                 |
| Hadí jazyk obecný | Ophioglossum vulgatum (L.)                             |                                                     |                                                                       |                                                           |                                 |
| Hadí mord obecný (černokořen, hadí kořen, kořen kozlečí/morový/, chřest chudých...)                                              | Scorzonera hispanica (L.)                              |                                                     |                                                                       |                                                           |                                 |
| Hadinec obecný (haděnec, bugloza, modrák, panská láska, psí/liščí/vlčí/volový/koňský ocas, volský jazyk, žebrák)                 | Echium vulgare (L.)                                    |                                                     |                                                                       |                                                           |                                 |
| Halucha vodní haluchovec vodní(andělika potoční, kerblice, koní fenykl, opyš, vodní fenykl/kmín/kopr, všedobré semeno)           | Oenanthe aquatica (L.) (Poir.)                         | plody                                               | Fructus phellandrii                                                   | expektorans, antypyretikum, močopoudné a potopudné účinky |                                 |
| Harpagofyt ležatý (čertovo kopyto)                                                                                               | Harpagophytum procumbens (Burch.) (DC.)) (Meisn.)      | kořen                                               | Radix harpagophytiOficiální v ČL2002                                  |                                                           |                                 |
| Hasivka orličí | Pteridium aquilinum (Kuhn.)                            |                                                     |                                                                       |                                                           |                                 |
| Hena bílá (alkana pravá, hena, henie, lavsonie)                                                                                  | Lawsonia inermis (L.)                                  |                                                     |                                                                       |                                                           |                                 |
| Heřmánek nevonný | Tripleurospermum inodorum (L.) (Schultz Bip.)          |                                                     |                                                                       |                                                           |                                 |
| Heřmánek pravý (kamilky, marunka, rumánek)                                                                                       | Matricaria recutita (L.)                               | květy, heřmánková silice, čerstvá kvetoucí rostlina | Flores Chamomillae, Etheroleum chamomillae aethericum, Chamomilla     | protizánětlivé účinky vnitřně i zevně, mírní křeče        |                                 |
| Heřmánek římský (plazivé jablko, rmen plný, rmen římský)                                                                         | Chamaemelum nobile (L.) (All.)                         |                                                     |                                                                       |                                                           |                                 |
| Hlaváč obecný/hlaváč fialový (hlízní bylina, hlízní, kavias, kaviaš, prašivá bylina)                                             | Scabiosa columbaria (L.) /Scabiosa ochroleuca (L.)     |                                                     |                                                                       |                                                           |                                 |
| Hlaváček jarní (bukavec ženskej, černé domácí koření, český elebor, miláček, rozmajzníček, slepičí prdrelka, slepý mák, zlatouš) | Adonis vernalis (L.)                                   | nať                                                 | Herba adonidisoficiální v Čsl 2                                       | kardiotonikum, diuretikum                                 |                                 |
| Hlaváček letní (červánky, hořká tráva, ohníček, polní kohoutek, kačenky, slepičí prdelka, slepomak, voloočko…)                   | Adonis aestivalis (L.)                                 |                                                     |                                                                       |                                                           |                                 |
| Hlaváček plamenný (hořikvět) | Adonis flammea (Jacq.)                                 |                                                     |                                                                       |                                                           |                                 |
| Hlavěnka dávivá (ipeka, kořen ipekový, kořen ipekakuanhový)                                                                      | Carapichea ipecacuanha ( (Brot.)) (L.Andersson)        | kořen                                               | Radix ipecacuanthae                                                   | expektorans, ve větších dávkách emetikum                  |                                 |
| Hledíček menší (orant, úmrlčí hlavička)                                                                                          | Chaenorhinum minus (L.) (Lange)                        |                                                     |                                                                       |                                                           |                                 |
| Hledík větší (hubičky, jednotlamka, lví/vlčí tlama, volská huba, vyžlín)                                                         | Antirrhinum majus (L.)                                 |                                                     |                                                                       |                                                           |                                 |
| Hlístník hnízdák (hnízdník, hnízdovka)                                                                                           | Neottia nidus-avis (Rich.)                             |                                                     |                                                                       |                                                           |                                 |
| Hlízník (dvéražka) | Pseudorchis albida (L.) (Á.Löve) (D.Löve)              |                                                     |                                                                       |                                                           |                                 |
| Hlodáš evropský | Ulex europaeus (L.)                                    |                                                     |                                                                       |                                                           |                                 |
| Hlošina úzkolistá (česká oliva, oliva bílá/planá/stříbrná/voňavá                                                                 | Elaeagnus angustifolia (L.)                            |                                                     |                                                                       |                                                           |                                 |
| Hloh obecný (hložek, hložinky) / hloh jednosemenný                                                                               | Crataegus laevigata (Poir.) (DC.) / Crataegus monogyna | květy a plody                                       | Crataegi folium cum flore, Crataegi fructus, Extract crataegi fluidum | posiluje srdce                                            |                                 |
| Hluchavka bílá (hluchá kopřiva, planá kopřiva, mrtvá žihlavka, planá bazilika, psoser, včelí doušek)                             | Lamium album (L.)                                      |                                                     |                                                                       |                                                           |                                 |
| Hluchavka žlutá (pitulník, urdík,žlutá kopřiva)                                                                                  | Lamiastrum galeobdolon (L.)                            |                                                     |                                                                       |                                                           |                                 |
| Hnědenec zvrhlý (volnuška)hnědenec                                                                                               | Limodorum abortivum (L.) (Sw.)                         |                                                     |                                                                       |                                                           |                                 |
| Hnidák kostrbatý (chlastava, zlatý traňk)                                                                                        | Inula conyzae (Trevis.)                                |                                                     |                                                                       |                                                           |                                 |
| Hnilák smrkový (samovratec) | Monotropa hypopitys (L.)                               |                                                     |                                                                       |                                                           |                                 |
| Hojník horský (chlapina) | Sideritis montana (L.)                                 |                                                     |                                                                       |                                                           |                                 |
| Hořčice bílá | Sinapis alba (L.)                                      |                                                     |                                                                       |                                                           |                                 |
| Hořčice polní (blejskavice, hadrych)                                                                                             | Sinapis arvensis (L.)                                  |                                                     |                                                                       |                                                           |                                 |
| Hořec hořepník (notřesk, přílit)                                                                                                 | Gentiana pneumonanthe (L.)                             |                                                     |                                                                       |                                                           |                                 |
| Hořec křížatý (hadovník, prostřelenec)                                                                                           | Gentiana cruciata (L.)                                 |                                                     |                                                                       |                                                           |                                 |
| Hořec menší (encyán, střílové koření)                                                                                            | Gentiana macrophylla (Pall.)                           |                                                     |                                                                       |                                                           |                                 |
| Hořec panonský (hořec červený/český/šumavský/uherský)                                                                            | Gentiana pannonica (Scop.)                             |                                                     |                                                                       |                                                           |                                 |
| Hořec tolitový | Gentiana asclepiadea (Scop.)                           |                                                     |                                                                       |                                                           |                                 |
| Hořec žlutý (encián, nepravá angostura, trlič, žlučník)                                                                          | Gentiana lutea (L.)                                    | kořen                                               | Gentianae radix                                                       |                                                           |                                 |
| Hrách setý | Pisum sativum (L.)                                     |                                                     |                                                                       |                                                           |                                 |
| Hrachor hlíznatý | Lathyrus tuberosus (L.)                                |                                                     |                                                                       |                                                           |                                 |
| Hrachor jarní (lecha) | Lathyrus vernus (L.) (Bernh.)                          |                                                     |                                                                       |                                                           |                                 |
| Hrachor voný (hrachor různobarevný)                                                                                              | Lathyrus odoratus (L.)                                 |                                                     |                                                                       |                                                           |                                 |
| Hrubozel (alerska, blít) | Amaranthus blitum (L.)                                 |                                                     |                                                                       |                                                           |                                 |
| Hrušeň obecná | Pyrus communis                                         |                                                     |                                                                       |                                                           |                                 |
| Hruškovec přelahodný (avokádo, čtveran)                                                                                          | Persea americana (Mill.)                               |                                                     |                                                                       |                                                           |                                 |
| Hruštička jednokvětá (opuštěnka)                                                                                                 | Pyrola uniflora (L.)                                   |                                                     |                                                                       |                                                           |                                 |
| Hruštička menší (černík) | Pyrola minor (L.)                                      |                                                     |                                                                       |                                                           |                                 |
| Hřebíčkovec kořenný (hřebíček, hřebíčková matka, zubní bylina)                                                                   | Syzygium aromaticum (L.) (Merr.) (Perry)               | silice hřebíčkovcového květu, hřebíčkovcový květ    | Caryophylli floris etheroleum, Caryophylli flos                       |                                                           |                                 |
| Hulevník lékařský (hulevníkovec lékařský )                                                                                       | Sisymbrium officinale (L.) (Scop.)                     |                                                     |                                                                       |                                                           |                                 |
| Hulevník mnohodílný (barborka drobná, křes obecný)                                                                               | Descurainia sophia (L.) (Webb) (Prantl)                |                                                     |                                                                       |                                                           |                                 |
| Huseník písečný (řeřišničník, husník písečný)                                                                                    | Cardaminopsis arenosa (L.) (Hayek)                     |                                                     |                                                                       |                                                           |                                 |
| Hvězdnatec zubatý (černý korének, zubatec)                                                                                       | Hacquetia epipactis (DC.)                              |                                                     |                                                                       |                                                           |                                 |
| Hvězdník (amarylis nepravá) | Hippeastrum striatum (Lam.) (H.E.Moore)                |                                                     |                                                                       |                                                           |                                 |
| Hvězdoš jarní (žabinec) | Callitriche palustris (L.)                             |                                                     |                                                                       |                                                           |                                 |
| Hvozdík kartouzek (hvozdička, kartouzek, klíneček, pyrkovka, slzičky Panny Marie)                                                | Dianthus carthusianorum (L.)                           |                                                     |                                                                       |                                                           |                                 |
| Hvozdík kropenatý (slzičky Panny Marie)                                                                                          | Dianthus deltoides (L.)                                |                                                     |                                                                       |                                                           |                                 |
| Hvozdík lesní (karafiát lesní)                                                                                                   | Dianthus sylvestris (Wulfen)                           |                                                     |                                                                       |                                                           |                                 |
| Hvozdík sivý (rychlíček) | Dianthus gratianopolitanus (Vill.)                     |                                                     |                                                                       |                                                           |                                 |
| Hvozdík zahradní (karafiát, hřebíček zahradnický)                                                                                | Dianthus caryophyllus (L.)                             |                                                     |                                                                       |                                                           |                                 |
| Hyacint východní (březnový květ, svinská cibule)                                                                                 | Hyacinthus orientalis (L.)                             |                                                     |                                                                       |                                                           |                                 |